# گالینا استپانسکایا
گالینا استپانسکایا (روسی: Галина Андреевна Степанская؛ زادهٔ ۲۷ ژانویهٔ ۱۹۴۹) اسکیت‌باز سرعت اهل اتحاد جماهیر شوروی سوسیالیستی بود.